# Štěpánka Líčková

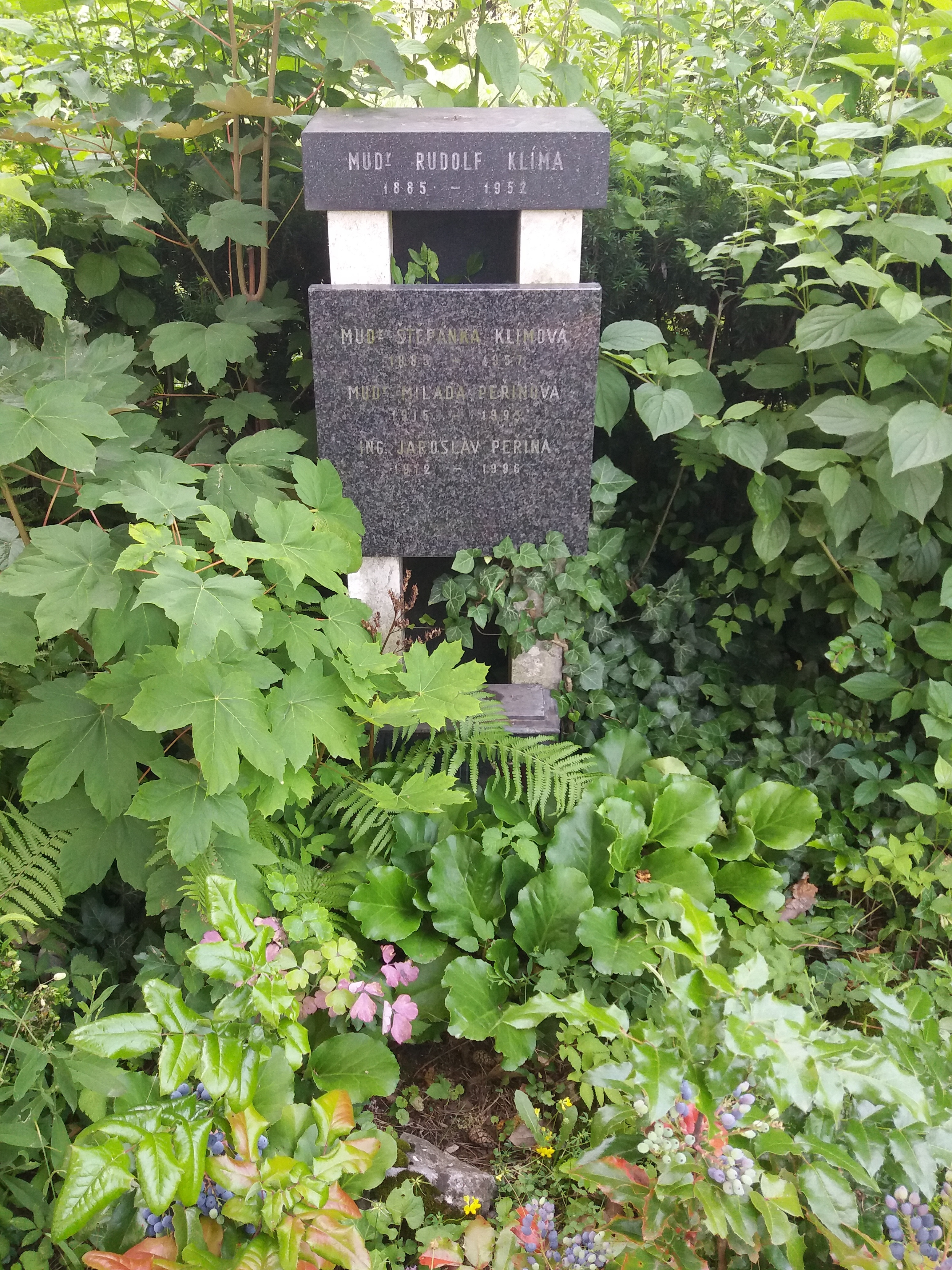
Hrob Štěpánky Líčkové na brněnském Ústředním hřbitově

Štěpánka Líčková, provdaná Klímová, (19. prosince 1885 Paskov – červenec/srpen 1957?) byla česká lékařka, první vystudovaná stomatoložka na Karlo-Ferdinandově univerzitě v Praze. Po promoci roku 1910 se stala první ženou v českých zemích a jednou z prvních v Rakousku-Uhersku, která dosáhla vysokoškolského vzdělání zubní lékařky.

## Život
Narodila se 19. prosince 1885 v Paskově nedaleko Místku do rodiny rolníka Františka Lyčky (sic) a jeho manželky Marianny, rozené Svobodové; pokřtěna byla jmény Štefania Maria.
V roce 1905 nastoupila ke studiu stomatologie na lékařské fakultě české Karlo-Ferdinandovy univerzity v Praze. Až do roku 1900 docházely dívky na přednášky na hospitační studium (bez statusu řádné posluchačky); v roce 1900 bylo novým zákonem dívkám umožněno skládat zkoušky za celou dosavadní dobu studia (řádné studium mohly ženy nastoupit až se vznikem Československa roku 1918). Odpromovala roku 1910 a získala titul MUDr.
Po několika letech v oboru si koncem roku 1913 otevřela vlastní zubařskou praxi v Brně. Vedla ji ještě v roce 1945, kdy v ní pracovala i její dcera, Milada Peřinová.
V květnu 1914 se na pražském magistrátu provdala za lékaře Rudolfa Klímu (1885–1952). Měli spolu nejméně tři děti: Miladu (1915–1993), provdanou Peřinovou, rovněž zubní lékařku, Květuši (1919–???), a Rudolfa (* 1922, zemřel několik hodin po narození).
Zemřela na přelomu července a srpna 1957, pohřeb měla 5. srpna 1957 v brněnském krematoriu. Pohřbena byla na Ústředním hřbitově v Brně.